# スピントラッピング

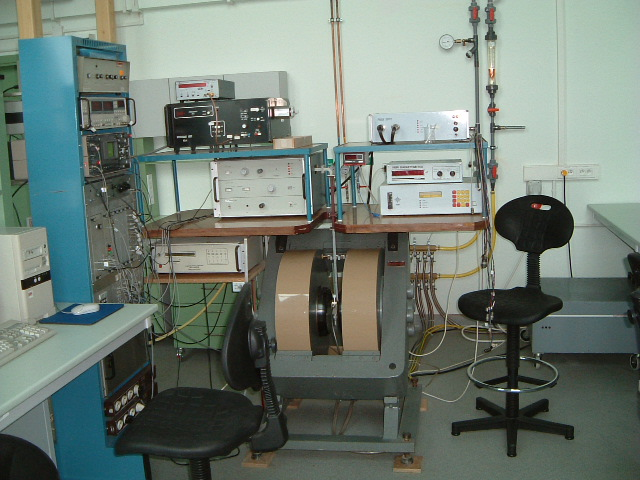
スピントラップ法に使われるEPR分光計。

スピントラッピング（英: Spin trapping）またはスピン捕捉は、電子スピン共鳴（ESR; 電子常磁性共鳴、EPRとも）分光法を使って短寿命フリーラジカルを検出および同定するために化学と生物学で使われる分析技術である。EPR分光法は、フリーラジカルの不対電子といった常磁性種を検出する。しかしながら、ラジカルの半減期がEPRで検出するには短過ぎる時、ラジカル生成物と共有結合を形成し、より安定でEPR分光法によって検出可能な常磁性共鳴スペクトルを持つ付加体となるスピントラップ剤と呼ばれる化合物が使われる。短寿命ラジカルを検出するためのラジカル付加反応は1968年までにいくつかの独立したグループによって開発された。

## スピントラップ剤

N-tert-ブチル-α-フェニルニトロン（PBN）。一般的に使われるスピントラップ剤。

5,5-ジメチル-1-ピロリン-N-オキシド (DMPO)。一般的に使われるスピントラップ剤。

最も一般的に使われるスピントラップ剤はN-tert-ブチル-α-フェニルニトロン（PBN）と5,5-ジメチル-1-ピロリン-N-オキシド (DMPO) である。めったにないが、3,5-ジブロモ-4-ニトロソベンゼンスルホン酸（DBNBS）といったC-ニトロソ・スピントラップ剤を使うことができる。C-ニトロソ化合物では、しばしば追加の超微細構造が得られるが、特異性の犠牲が生じる（C-ニトロソ種への多くの化合物の容易な非ラジカル付加が起こり、その後酸化されてヒドロキシアミンが生じる）。

5-ジイソプロポキシホスホリル-5-メチル-1-ピロリン-N-オキシド（DIPPMPO）によるスピントラッピングはミトコンドリアにおける超酸化物産生の測定で使用されてきた。
この他に、2-メチル-2-ニトロソプロパン（tert-ニトロソブタン）も用いられる。

## ラジカル検出
スピントラッピングのための一般的な手法はニトロンスピントラップ剤へのラジカルの付加を含む。これによって、スピン付加体であるニトロキシドに基づく持続的なラジカルが形成され、これはEPRを使って検出できる。スピン付加体は大抵捕捉された特定のフリーラジカルに特徴的な独特のEPRスペクトルを示す。ラジカルの同一性は、g値といった対応するスピン付加体のEPRスペクトルプロファイルに基づいて推定できるが、最も重要なのは、関係性のある核との超微細カップリングである。捕捉されたラジカルの同一性の明確な割り当ては親ラジカルの安定同位体標識化合物を使うことによって行うことができる。安定同位体標識によって超微細カップリングがさらに加わったり変化したりする。

## 進歩
注目すべき点は、ラジカル付加体（またはヒドロキシアミンといった生成物）がしばしばEPR以外の技術で検出するのに十分安定でありうる、ということである。LondonのグループやBerlinerとKhramtsovのグループはこういった付加体の研究にNMRを使用してきた。Timminsらはタンパク質付加体を単離するためにDBNBSトラッピングによる電荷の変化を使用した。また、Masonのグループによる抗DMPO抗体の開発は大きな進歩であり、単純な免疫ベースの技術によってスピントラッピング反応の研究が可能になる。